# Liste der Kulturgüter in Surpierre
Die Liste der Kulturgüter in Surpierre enthält alle Objekte in der Gemeinde Surpierre im Kanton Freiburg, die gemäss der Haager Konvention zum Schutz von Kulturgut bei bewaffneten Konflikten, dem Bundesgesetz vom 20. Juni 2014 über den Schutz der Kulturgüter bei bewaffneten Konflikten sowie der Verordnung vom 29. Oktober 2014 über den Schutz der Kulturgüter bei bewaffneten Konflikten unter Schutz stehen.
Objekte der Kategorien A und B sind vollständig in der Liste enthalten, Objekte der Kategorie C fehlen zurzeit (Stand: 1. Januar 2023).

## Kulturgüter
| Foto |                                                                                 | Objekt | Kat. | Typ | Standort                                        | Beschreibung |
| ---- | ------------------------------------------------------------------------------- | --- | ---- | --- | ----------------------------------------------- | ------------ |
| ja   | Datei hochladen · Wikidata zu Schloss Surpierre (Q4848471)                      | Schloss der Herren von Cossonay, später Sitz des Landvogts, mit Nebengebäude und Schlösschen / Château des sires de Cossonay puis siège baillival, avec dépendance et châtelet KGS-Nr.: 02322 | A    | G   | Le Château 1 556072 / 177259                    |              |
| ja   | Datei hochladen · Wikidata zu Speicher (Q29479020)                              | Speicher / Grenier KGS-Nr.: 09948 | A    | G   | Cheiry, Route du Centre 21a 553863 / 177813     |              |
| BW   | Datei hochladen · Wikidata zu La Baume, mittelsteinzeitlicher Abri (Q126194880) | La Baume, mittelsteinzeitlicher Abri / La Baume, abri mésolithique KGS-Nr.: 16350 | A    | F   | Villeneuve, Les Côtes de Baumes 555445 / 176250 |              |
| BW   | Datei hochladen · Wikidata zu Doppelhaus der Gebrüder Crausaz (Q29688567)       | Doppelhaus der Gebrüder Crausaz / Maison double des frères Crausaz KGS-Nr.: 01992 | B    | G   | Cheiry, Impasse du Château 2, 4 553890 / 177860 |              |
| BW   | Datei hochladen · Wikidata zu Speicher und Keller (Q29688553)                   | Speicher und Keller / Grenier et cave KGS-Nr.: 12412 | B    | G   | Chapelle, Route de Chapelle 151 555190 / 180077 |              |
| ja   | Datei hochladen · Wikidata zu Bauernhaus von Joseph Corboud (Q29698280)         | Bauernhaus von Joseph Corboud / Ferme de Joseph Corboud KGS-Nr.: 13329 | B    | G   | Au Village 18 555790 / 177171                   |              |